# Zhongguo Zun
Der CITIC Tower ist ein Wolkenkratzer im Stadtbezirk Chaoyang der chinesischen Hauptstadt Peking. Das Gebäude ist auch unter den Namen
Zhongguo Zun (chinesisch 中国尊, Pinyin Zhōngguó Zūn – „China-Zun“) und China Zun bekannt.
Der von dem Architekturbüros TFP Farrells und Kohn Pedersen Fox Associates geplante Wolkenkratzer hat eine Höhe von 108 Stockwerken und 528 Meter und ist damit das höchste Gebäude in Peking. Es gehört ebenso zu den höchsten Gebäuden der Welt. Die Endhöhe wurde am 9. Juli 2017 erreicht.